# Leichtathletik-Europameisterschaften 1974/100 m Hürden der Frauen

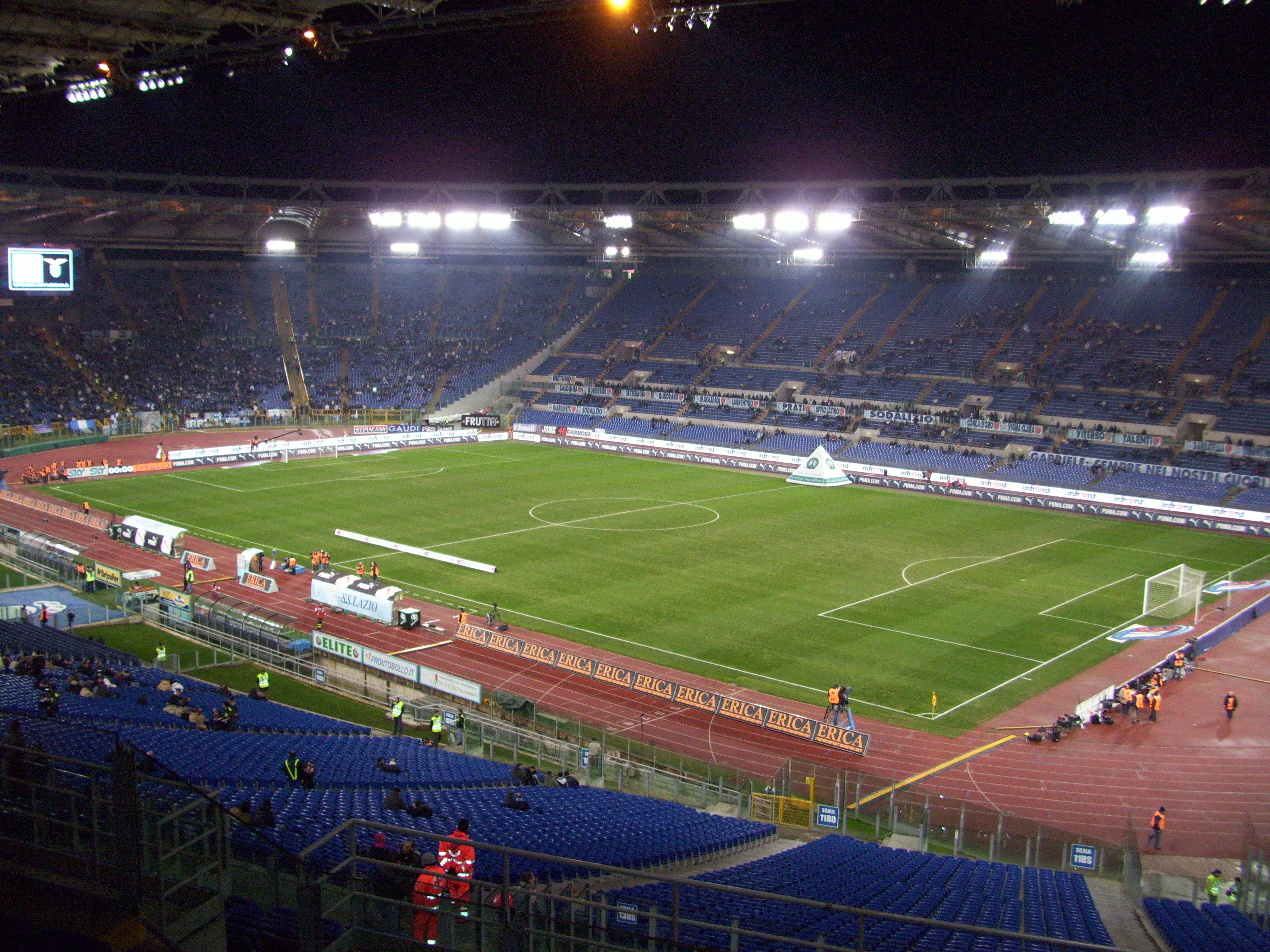
Das Olympiastadion von Rom im Jahr 2009

Der 100-Meter-Hürdenlauf der Frauen bei den Leichtathletik-Europameisterschaften 1974 wurde am 6. und 7. September 1974 im Olympiastadion von Rom ausgetragen.
In diesem Wettbewerb gab es einen Doppelsieg für die DDR. Europameisterin wurde die Olympiasiegerin von 1972, Vizeeuropameisterin von 1971 und Weltrekordinhaberin Annelie Ehrhardt, frühere Annelie Jahns. Platz zwei belegte  Annerose Fiedler. Bronze ging an die Polin Teresa Nowak.

## Rekorde
Vorbemerkung:

In diesen Jahren gab es bei den Bestleistungen und Rekorden eine Zweiteilung. Es wurden nebeneinander handgestoppte und elektronisch ermittelte Leistungen geführt. Die offizielle Angabe der Zeiten erfolgte in der Regel noch in Zehntelsekunden, die bei Vorhandensein elektronischer Messung gerundet wurden. Allerdings verlor der in Zehntelsekunden angegebene Rekord immer mehr an Bedeutung. Ab 1977 hatte das Nebeneinander der Bestzeiten ein Ende, von da an wurde nur noch der elektronische gemessene und in Hundertstelsekunden angegebene Wert als Rekord gelistet.

### Offizielle Rekorde – Angabe in Zehntelsekunden

#### Bestehende Rekorde
| Weltrekord           | 12,3 s | Annelie Ehrhardt | Dresden, DDR (heute Deutschland) | 22. Juli 1973   |
| Europarekord         | 12,3 s | Annelie Ehrhardt | Dresden, DDR (heute Deutschland) | 22. Juli 1973   |
| Meisterschaftsrekord | 12,9 s | Karin Balzer     | EM Helsinki, Finnland            | 13. August 1971 |

#### Rekordverbesserung
Europameisterin Annelie Ehrhardt, frühere Annelie Jahns aus der DDR verbesserte den bestehenden EM-Rekord im Finale am 7. September um zwei Zehntelsekunden auf 12,7 s.

### Elektronisch gemessene Rekorde

#### Bestehende Rekorde
| Weltrekord           | 12,59 s | Annelie Ehrhardt | EM München, BR Deutschland (heute Deutschland) | 20. September 1969 |
| Europarekord         | 12,59 s | Annelie Ehrhardt | EM München, BR Deutschland (heute Deutschland) | 20. September 1969 |
| Meisterschaftsrekord | 12,94 s | Karin Balzer     | EM Helsinki, Finnland                          | 13. August 1971    |

#### Rekordverbesserung
Europameisterin Annelie Ehrhardt, frühere Annelie Jahns aus der DDR verbesserte den bestehenden EM-Rekord im Finale am 7. September um 28 Hundertstelsekunden auf 12,66 s.

## Legende
- CR: Championshiprekord

## Vorrunde
6. September 1974, 9:30 Uhr
Die Vorrunde wurde in drei Läufen durchgeführt. Die ersten vier Athletinnen pro Lauf – hellblau unterlegt – sowie die darüber hinaus vier zeitschnellsten Hürdensprinterinnen – hellgrün unterlegt – qualifizierten sich für das Halbfinale. Nur eine einzige Teilnehmerin schied aus. Es stellt sich die Frage, weshalb bei nur siebzehn Athletinnen überhaupt zusätzliche Semifinalläufe angesetzt wurden.

### Vorlauf 1
Wind: +1,3 m/s
| Platz | Name                | Nation         | Zeit (s) |
| ----- | ------------------- | -------------- | -------- |
| 1     | Annelie Ehrhardt    | DDR            | 13,32    |
| 2     | Judy Vernon         | Großbritannien | 13,74    |
| 3     | Marlies Koschinski  | BR Deutschland | 13,84    |
| 4     | Margit Hansen       | Dänemark       | 14,12    |
| 5     | Bożena Nowakowska   | Polen          | 14,23    |
| 6     | Antonella Battaglia | Italien        | 14,36    |

### Vorlauf 2
Wind: −0,5 m/s
| Platz | Name               | Nation         | Zeit (s) |
| ----- | ------------------ | -------------- | -------- |
| 1     | Annerose Fiedler   | DDR            | 13,48    |
| 2     | Tatjana Anissimowa | Sowjetunion    | 13,54    |
| 3     | Grażyna Rabsztyn   | Polen          | 13,71    |
| 4     | Valeria Bufanu     | Rumänien       | 13,83    |
| 5     | Lorna Drysdale     | Großbritannien | 13,97    |

### Vorlauf 3
Wind: −1,6 m/s
| Platz | Name               | Nation         | Zeit (s) |
| ----- | ------------------ | -------------- | -------- |
| 1     | Teresa Nowak       | Polen          | 13,20    |
| 2     | Natalja Lebedewa   | Sowjetunion    | 13,52    |
| 3     | Penka Sokolowa     | Bulgarien      | 13,65    |
| 4     | Gudrun Berend      | DDR            | 13,66    |
| 5     | Chantal Réga       | Frankreich     | 13,72    |
| 6     | Blondelle Thompson | Großbritannien | 13,76    |

## Halbfinale
6. September 1974, 16:40 Uhr
In den beiden Halbfinalläufen qualifizierten sich die jeweils ersten vier Athletinnen – hellblau unterlegt – für das Finale.

### Lauf 1
Wind: −1,3 m/s
| Platz | Name              | Nation         | Zeit (s) |
| ----- | ----------------- | -------------- | -------- |
| 1     | Annelie Ehrhardt  | DDR            | 13,03    |
| 2     | Valeria Bufanu    | Rumänien       | 13,26    |
| 3     | Natalja Lebedewa  | Sowjetunion    | 13,34    |
| 4     | Grażyna Rabsztyn  | Polen          | 13,48    |
| 5     | Penka Sokolowa    | Bulgarien      | 13,60    |
| 6     | Lorna Drysdale    | Großbritannien | 13,68    |
| 7     | Chantal Réga      | Frankreich     | 13,78    |
| 8     | Bożena Nowakowska | Polen          | 13,95    |

### Lauf 2
Wind: −1,6 m/s
| Platz | Name               | Nation         | Zeit (s) |
| ----- | ------------------ | -------------- | -------- |
| 1     | Teresa Nowak       | Polen          | 13,18    |
| 2     | Annerose Fiedler   | DDR            | 13,28    |
| 3     | Tatjana Anissimowa | Sowjetunion    | 13,35    |
| 4     | Gudrun Berend      | DDR            | 13,51    |
| 5     | Judy Vernon        | Großbritannien | 13,65    |
| 6     | Blondelle Thompson | Großbritannien | 13,72    |
| 7     | Marlies Koschinski | BR Deutschland | 13,90    |
| 8     | Margit Hansen      | Dänemark       | 14,11    |

## Finale

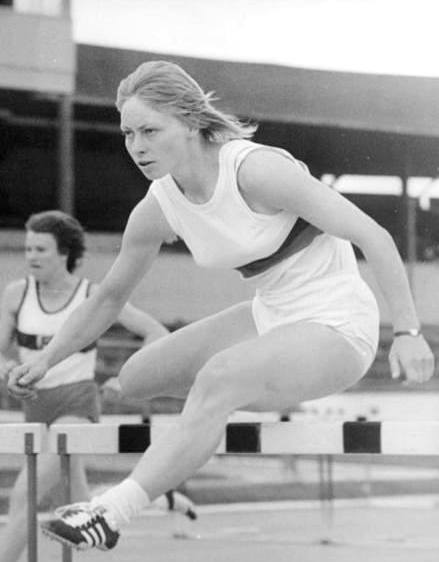
Siegerin Annelie Ehrhardt, frühere Annelie Jahns, war nun die gleichzeitige Inhaberin der Titel als Europameisterin sowie Olympiasiegerin und hielt außerdem den Weltrekord
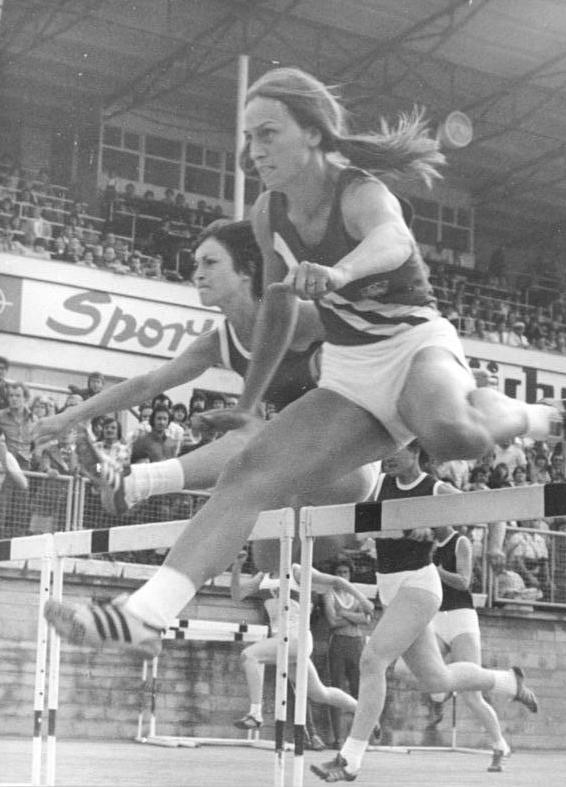
Annerose Fiedler, frühere Annerose Krumpholz, wurde Vizeeuropameisterin
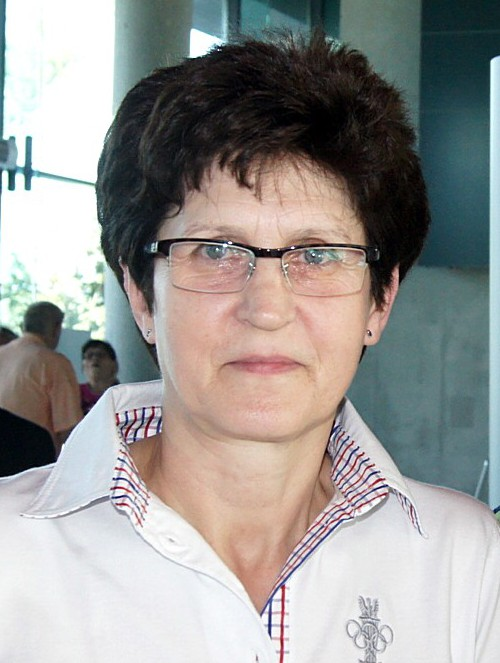
Grażyna Rabsztyn (hier im Jahr 2012) belegte Rang acht – später eroberte sie den Weltrekord

7. September 1974, 16:30 Uhr
Wind: +0,2 m/s
| Platz | Name               | Nation      | Zeit (s) |
| ----- | ------------------ | ----------- | -------- |
| 1     | Annelie Ehrhardt   | DDR         | 12,66 CR |
| 2     | Annerose Fiedler   | DDR         | 12,89    |
| 3     | Teresa Nowak       | Polen       | 12,91    |
| 4     | Valeria Bufanu     | Rumänien    | 13,04    |
| 5     | Gudrun Berend      | DDR         | 13,14    |
| 6     | Tatjana Anissimowa | Sowjetunion | 13,16    |
| 7     | Natalja Lebedewa   | Sowjetunion | 13,19    |
| 8     | Grażyna Rabsztyn   | Polen       | 13,53    |